# باولا شيرمان
باولا شيرمان هي ناشِطة كندية، ولدت في القرن العشرين.